# DV
 За честотния спектър вижте Default Voice.  
DV (digital video) е съкращение, използвано най-често за обозначаване на физическия и логически формат на съхранение на аудио-видео информация чрез специализирана видеокамера върху магнитна лента. Този стандарт е създаден през 1996 г. от Сони. Впоследствие получава развитие – разклонения на формата, като Панасоник също създават свой отделен и патентован формат за DV.